# FO BCm 2/2
Bei der Baureihe BCm 2/2 der ehemaligen Furka-Oberalp-Bahn (FO) handelt es sich um zwei schmalspurige Triebwagen
mit Benzinmotor und kombiniertem, fest gekuppelten Adhäsions- und Zahnradtrieb.

## Geschichte
Bereits kurz nach Aufnahme des durchgehenden Betriebs im Jahre 1925 suchte die FO einen kostengünstigeren Weg,
um in verkehrsarmen Zeiten auf den personalintensiven Einsatz von Zügen mit den Dampfloks HG 3/4 verzichten zu
können. Insbesondere für den Wintereinsatz auf den Strecken im Goms (Brig-Oberwald) und im Tujetsch
(Disentis-Sedrun) bestellte die Gesellschaft daher im Jahre 1927 zwei zweiachsige Triebwagen, deren Kästen
von der Schweizerischen Industrie-Gesellschaft (SIG) in Neuhausen gebaut wurden. Die Fahrgestelle und Motoren wurden von der schweizerischen Lokomotiv- und Maschinenfabrik (SLM)
in Winterthur hergestellt, die auch die Fertigstellung der Fahrzeuge durchführte. Abweichend von der Beschriftung als BCm 2/2 wurden die Triebwagen in der Statistik des eidgenössischen Eisenbahndepartmentes als BCZm 2/2 geführt.
Um die Anforderungen an den Dienst in der Nebensaison zu erfüllen, erhielten die Fahrzeuge je ein Personenabteil zweiter und dritter Klasse, ein WC, ein Postabteil sowie zwei Führerstände, von denen einer als Gepäckabteil genutzt werden konnte. 1934 wurden die Zweitklassabteile in Gepäckabteile mit Aussentüren umgebaut, gleichzeitig erfolgte die Umzeichnung in CFm 2/2.
Die Konstruktion war kein Erfolg, da die Fahrzeuge für den Betrieb sehr schwach und zudem störanfällig waren, was  ihnen den Spitznamen Verdrusskommoden einbrachte. Sie konnten mit maximal einem zweiachsigen Wagen nur eine sehr geringe Anhängelast mit einer maximalen Zugmasse von 30 t befördern, durch welche sich die Fahrzeit zwischen Disentis und Sedrun bis auf das Dreifache verlängerte.
Trotzdem ist zu berücksichtigen, dass die Triebwagen eine gewisse Pionierrolle spielten, da beim Bau der Benzinmotoren
und Getriebe zur damaligen Zeit nur geringe Erfahrungswerte vorlagen und auch keine längeren Vorversuche durchgeführt wurden.

## Technik
Die knapp über 11 m langen Triebwagen wiesen einen Radstand von 4 600 mm auf. Der Achtzylinder-Boxermotor von
SLM erreichte eine Leistung von 110 kW bei 1 200 Umdrehungen pro Minute. Als Getriebe war ein vierstufiges Ölschaltgetriebe eingebaut, welches bei maximaler Motorleistung Geschwindigkeiten von 8,5/14/26 und 43 km/h ergab. Ein nachgeschaltetes,
über Klauenkupplungen bedientes Wendegetriebe wirkte über eine Kardanwelle auf die beiden Achsantriebe. Eine Achse enthielt eine doppelte Zahnradübersetzung mit fest verkuppeltem Zahnrad- und Adhäsionsantrieb, während die andere Achse nur über einen Adhäsionsantrieb verfügte. Diese Achse enthielt noch ein lose gelagertes, zusätzliches Bremszahnrad.

## Verbleib
Nach der Elektrifizierung der FO in den Jahren 1941 bis 1942 wurden die Benzintriebwagen durch die deutlich leistungsfähigeren Triebwagen BCFhe 2/4 abgelöst und verloren ihre Bedeutung für den Personenverkehr.
Triebwagen 21 diente ab 1941 noch als Dienstfahrzeug und wurde kurz vor
der Ausrangierung im Jahre 1957 intern als Xm 2/2 4969 umgezeichnet. Das viele Jahre abgestellte Fahrzeug wurde
1965 an die Sammlung des Verkehrshaus der Schweiz (VHS) abgegeben und in Hergiswil / Alpnach untergestellt. 1973 wurde er im
SBB-Depot Meiringen der Brünigbahn äusserlich aufgearbeitet und danach ab 1974 im Verkehrshaus ausgestellt. 1996 erhielt die Dampfbahn Furka-Bergstrecke (DFB) den Triebwagen als Leihgabe, welcher danach für vier Jahre in Goldau remisiert wurde. Anschliessend
kam er zur Wagenwerkstatt Aarau des Verein Furka-Bergstrecke, in der Kasten und Fahrgestell getrennt untergestellt wurden. 2008 erfolgte der Transport in die neue Wagenwerkstatt, der Zusammenbau der beiden Teile und eine Aufarbeitung des verwitterten Aussenanstrichs. Die DFB prüft eine Übernahme des Fahrzeuges vom VHS und den Umbau auf Dieselantrieb,
ohne dass das Äussere verändert wird.
Triebwagen 22 wurde 1947 an die Rhätische Bahn verkauft. Dort wurde der Zahnradantrieb ausgebaut und das Fahrzeug als CFm 2/2 150 für Spätkurse im Prättigau eingesetzt. 1956 folgte die Umzeichnung zum BFm 2/2 150, 1959 wurde der Wagen ausrangiert und das Fahrgestell abgebrochen. Der Wagenkasten wurde ab 1960 als Pfadfinderlokal in Domat-Ems genutzt, bis er ca. 1976 endgültig abgebrochen wurde.